# Hisop (restaurant)
Hisop és un restaurant ubicat al barri de Sant Gervasi Galvany de Barcelona, creat l'any 2001 i dirigit pel xef Oriol Ivern.
Situat al número 9 del passatge Marimon del barri de Sant Gervasi de Barcelona, el restaurant Hisop va aconseguir la primera Estrella Michelin l'any 2010, i des d'aleshores l'ha mantingut cada any, evolucionant gastronòmicament. Al restaurant Hisop es barrejen experiència i innovació amb un alt nivell de qualitat, especialitzant-se en la cuina catalana contemporània amb productes de primera qualitat per crear nous sabors, a més d'un toc original i sofisticat en la presentació exquisida dels seus plats. Els elements que diferencien Hisop de la resta de restaurants i que li aporten una personalitat pròpia són la carta i el menú que es modifiquen quatre vegades l'any, l'oferta de productes de qualitat i estricta temporalitat, un exercici de creació constant que impedeix la repetició de plats, els preus molt ajustats, i la oferta d'una cuina personal que parteix de la tradició catalana sense estridències, ni abús de tècniques moleculars, ni elements que distorsionen el producte i els sabors. Entre els integrants de l'equip del restaurant es troben Jordi Tarré, cap de cuina, Carmeta Torrents, cap de sala amb Mireia Andreu i Sophie Glossin, Mario Ubieto, a la cuina dolça, i l'Alam Shaharia, al capdavant de la de la neteja. El 2023, precisament, la xef pastissera de l'Hisop, Mar Ibáñez, fou reconeguda amb el Premi Sosa a les millors postres creatives 2023 en el marc del Fòrum Gastronòmic celebrat a Barcelona.
Entre els premis que ha rebut Hisop, a més de l'estrella michelín l'any 2010, destaquen els 'Dos Sols' de la Guia Repsol 2021 o el Grand Prix Le Fooding del 2004. A més, l'any 2007 Oriol Ivern també va rebre el premi al millor cuiner jove de l'Acadèmia Catalana de Gastronomia.